# Gottfried Rieger

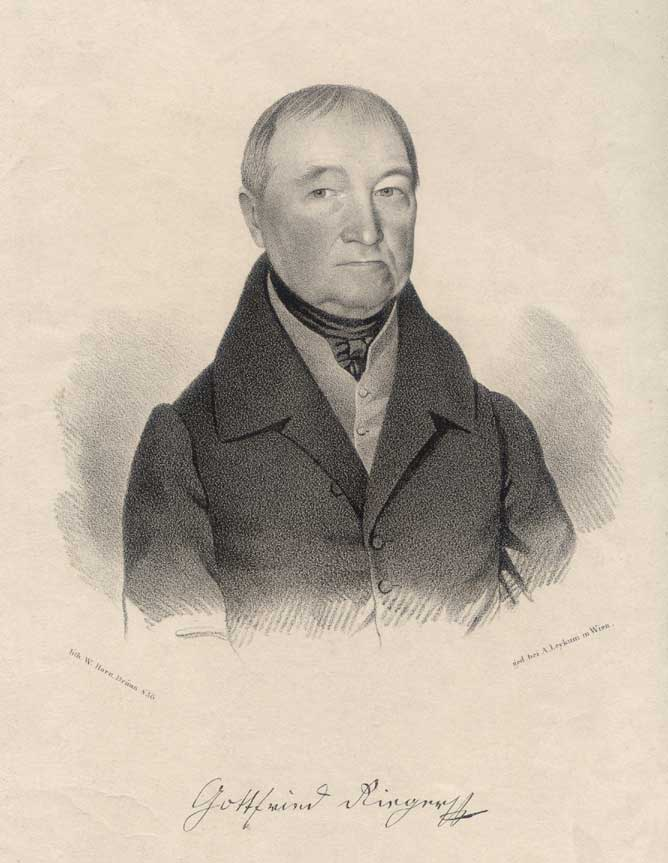
Gottfried Rieger

Gottfried Rieger (* 1. Mai 1764 in Tropplowitz, Österreichisch Schlesien; † 13. Oktober 1855 in Brünn) war ein böhmischer Kapellmeister und Musiklehrer.

## Leben
Gottfried Rieger war der Sohn eines Musikers. Mit 13 Jahren wurde er Mitglied der Hauskapelle von Josef von Sedlnitzky auf Schloss Geppersdorf; dort lernte er eine Reihe von Instrumenten zu spielen. Von A. D. Brosmann in Weißwasser wurde Rieger in Musiktheorie ausgebildet und ging 1787 nach Brünn, wo er als Musiklehrer und Kapellmeister am Städtischen Theater Reduta wirkte. Von 1805 bis 1808 war er Kapellmeister bei Graf Haugwitz auf Namiest an der Oslawa, danach lebte er bis zu seinem Tod als Musiklehrer – zwei Jahre auch als Theaterkapellmeister – in Brünn.
Im Musikleben der Stadt nahm Rieger als Dirigent nahezu aller musikalischen Aufführungen, insbesondere jedoch als Lehrer des von ihm 1828 gegründeten Musikinstitutes eine hervorragende und für die Musikkultur Mährens bestimmende Stellung ein. Von seinen reichhaltigen, aber abseits der seinerzeit modernen Strömungen liegenden kompositorischen Werken sind die oft patriotischen Themen gewidmeten Kantaten bekannt geworden.

## Werke
(Auswahl)
- Deutschlands Triumph nach der Schlacht bei Leipzig, Kantate (1813)
- Mährens Brüderbund, Kantate
- Svatopluk, Kantate